# Daar is het gat van de deur
Daar is het gat van de deur. Kritieken en essays is een in 1974 verschenen bundeling recensies en beschouwingen van Gerrit Komrij, waarvan het gros eerder in het weekblad Vrij Nederland verscheen. De allusie aan de heraldiek op het omslag en het voorwoord wijzen uit dat het geen gewone, serieuze boekbeoordelingen zijn. Hoewel de kritiek de dubbelzinnigheid hier en daar wel heeft gesignaleerd, werd het boek toch overwegend opgevat als een weerspiegeling van de smaak van de auteur.

## Ontstaansgeschiedenis
Gerrit Komrij manifesteerde zich begin jaren zeventig als boekbespreker in Vrij Nederland. Het boek is een bundeling van die recensies, aangevuld met enige stukken die oorspronkelijk fungeerden als nawoord bij vertalingen. Het boek is opgedragen aan Komrij's partner Ch. H (=Charles Hofman).

## Omslagontwerp
Het omslag toont een schilderij van Norman Wilkinson, Richard II holding the Red Rose of Lancaster. Een ogenschijnlijk vredig tafereel, maar in de heraldiek is de roos van Lancaster een embleem dat veelal op wapens wordt afgebeeld, zodat het omslag op dubbelzinnige wijze een zekere strijdvaardigheid verbeeldt.

## Inhoud
De bundeling is verdeeld in acht afdelingen:
1. De draaideur, waarin kritieken op boeken van Mensje van Keulen (tweemaal), J.M.A. Biesheuvel (tweemaal), Wim Noordhoek, Hilbert Kuik, Hans Plomp, Dirk Ayelt Kooiman, Frank Martinus Arion en Heere Heeresma (driemaal).
2. Uit de vakbond, met besprekingen van Adriaan Venema, Bea Vianen, J. Bernlef (tweemaal), Mischa de Vreede en Rya Luysteburg.
3. De draaideur 2, met daarin recensies van boeken van Hugo Claus (tweemaal), Willem Frederik Hermans, Jan Arends, Gerrit Krol, Ethel Portnoy, Joop Waasdorp, Neef Kas en Jef Geeraerts.
4. Met/zonder liefde, met recensies op Jan Hanlo (tweemaal) en Gerard Reve (tweemaal).
5. De kunst en de dood, met essays over de jugendstil-expositie in het Rijksmuseum, over watertorens in Nederland, het letterkundig werk van Salvador Dali en over De geschiedenis van de laatste eer in Nederland.
6. De dichters, met besprekingen van poëzie van Hendrik de Vries, Hugo Claus (tweemaal) en Wilfred Smit.
7. De zangers, met besprekingen van Ernst van Altena en Leonard Cohen.
8. Ook nooit weg, met herdrukken van nawoorden bij vertalingen van Alfred JArry en Oscar Wilde.

## Aard van de bundel
Naar aanleiding van vooral het stuk over Kooiman hebben enkele besprekers gewezen op het dubbelzinnige karakter van de stukken, die vaak zo zijn opgebouwd dat het schijnbare oordeel wordt ondermijnd. Zo lijkt de titel van de bundel een afwijzing in te houden, maar twee afdelingen hebben 'De draaideur' als titel; niet alleen heeft zo'n deur per definitie geen gat, maar men kan er ook een bocht in beschrijven en zo weer binnen komen. In het 'Vooraf' deelt de auteur mee dat hem steeds is voorgehouden dat critici 'de grootste hypocrieten' zijn en zijn doel is om ze met het boek te overtreffen. Het voorwoord sluit af met de gecursiveerde zin: 'Treedt binnen en u zult niets wijzer worden.'

## Receptie
I. Sitniakowsky situeert de bundel in De Telegraaf van 3 augustus 1974 in een genre van polemische beschouwingen waarin de literatuur op een persoonlijke wijze wordt benaderd. Elf jaar terug was de laatste titel in dat genre verschenen, Mandarijnen op zwavelzuur van Willem Frederik Hermans. Komrijs 'terloops gelanceerde bon mots,' aldus de criticus, 'zijn vaak niet minder verwoestend dan het bommentapijt van Hermans.' Volgens Sitniakowsky wordt Kooiman het hardst aangepakt met 'een stuk dat aan elkaar hangt van reclame-slagzinnen en loze kreten.' Ook prijst hij Komrijs 'volslagen gebrek aan modieusheid.' Ab Visser daarentegen oordeelt in de Leeuwarder courant dat Komrij 'niet zelden mode-bewust en bevooroordeeld' te werk gaat en zich ontpot als 'een meester in het meten met twee maten'.
Van de acht rubrieken waarin de bundel is onderverdeeld, acht Visser de rubrieken vijf en acht 'verreweg de beste van de bundel', dat wil zeggen de afdelingen die geen recensies maar korte essays bevatten. In zijn bespreking van Kooiman is Komrij volgens Visser 'op een serviele manier aan het delireren' geslagen. Wat dat betreft staat Visser alleen, want Wam de Moor sluit zich in De tijd van 24 augustus 1974 bij Sitniakowsky aan door diezelfde bespreking te omschrijven als een 'pastiche van de officiële flaptekstrimram'. Dat geldt ook in ander opzicht. Naar de smaak van Sitniakowsky is Komrij soms 'wat al te genuanceerd', ook al uit hij zich 'elegant en met een afgewogen oordeel'. De Moor onderbouwt dit met cijfers: van de 33 opgenomen recensies zijn er slechts dertien negatief. In drie gevallen is het oordeel 'onduidelijk' en in zeventien gevallen heet Komrij het besproken boek 'hartelijk welkom'.  